# USS LST-919
O USS LST-919 foi um navio de guerra norte-americano da classe LST que operou durante a Segunda Guerra Mundial.Transferido para a Marinha Argentina e renomeado ARA Cabo San Isidro (BDT-6).